# 8623 Johnnygalecki
8623 Johnnygalecki è un asteroide della fascia principale. Scoperto nel 1981, presenta un'orbita caratterizzata da un semiasse maggiore pari a 3,1478374 UA e da un'eccentricità di 0,1091568, inclinata di 4,82324° rispetto all'eclittica.
L'asteroide è dedicato all'attore Johnny Galecki, uno dei protagonisti della serie televisiva The Big Bang Theory.